# Lazzaro Pallavicino
Lazzaro Pallavicino (Gênova, 1602 - Roma, 21 de abril de 1680) foi um cardeal do século XVII

## Biografia
Nasceu em Gênova em 1602. Filho de Niccolò (+ 1653) e Maria Lomellini (morreu de peste em 1630); tiveram 22 filhos.
Decano dos clérigos da Câmara Apostólica. Prefeito da Annona e da Grascia .
Criado cardeal diácono no consistório de 29 de novembro de 1669. Participou do conclave de 1669-1670, que elegeu o Papa Clemente X. Concedeu dispensa por ainda não ter recebido as ordens menores no momento de sua promoção ao cardinalato e concedeu permissão para receber as sagradas ordens fora das Têmporas e sem intervalos de tempo entre elas, 29 de novembro de 1669. Recebeu o gorro vermelho e a diaconia de S. Maria em Aquiro, 19 de maio de 1670. Legado em Bolonha, 1º de setembro de 1670. Participou o conclave de 1676, que elegeu o Papa Inocêncio XI. Optou pela ordem dos presbíteros e pelo título de S. Balbina, a 8 de novembro de 1677.
Morreu em Roma em 21 de abril de 1680, ao amanhecer. Exposta na igreja de S. Francesco a Ripa, Roma, onde se realizou o funeral a 23 de abril de 1680, e sepultada na capela de S. Pasquale dessa igreja.